# 簗田政綱
簗田 政綱（やなだ まさつな）は、戦国時代の武将。織田氏の家臣。名は広正とも伝わる。

## 略歴
尾張国の人で、春日井郡九之坪城主であった。来歴は不明だが、永禄2年（1559年）領内に十所神社を建立した記録が残っている。織田信秀・信長父子に仕えたという。
「簗田政綱」の名は、『三河後風土記』の桶狭間の戦いの条に見られる。通称は出羽守で、桶狭間の戦いに織田方として参戦した武将として名前が挙がっている。同資料によると、信長の突撃行動を織田家臣たちは口を揃えて諫めたが、政綱は信長の奇襲攻撃に同意し、密かに今川義元の本陣の裏手へ兵を動かしたという。また緒戦で織田軍が敵の首級を挙げると、政綱は信長を励まして敵本陣の強襲と義元の首級を挙げる事を進言し、織田軍の先陣にも加わって勇戦している。ほぼ同様の内容が小瀬甫庵の『信長記』にも記されているが「政綱」の実名は『三河後風土記』以外には見られない。
『太閤記』によると、桶狭間の戦いの戦功によって3,000貫文の知行と沓掛城を与えられたとしている。簗田出羽守（政綱）が沓掛の領主であった事は、里村紹巴の『紹巴富士見道記』にも見られる。その後は天正年間まで簗田出羽守の名が散見される。
後に別喜右近と改名した簗田右衛門太郎は、政綱の子ともいわれる。なお右衛門太郎の実名は「広正」とされる事が多いが、簗田出羽守の実名を「広正」とする資料もあり、その場合子の名は「正次」としている。また『寛政重修諸家譜』の梁田氏系図では、江戸幕府に仕えた梁田正勝の祖父の名を「四郎左衛門」としている。『信長公記』には尾張守護斯波義統の家臣で、後に信長に仕官した簗田弥次右衛門が登場するが、同姓であること以外に政綱との関連性は不明。この弥次右衛門と同一人物かは不明だが、天正10年（1582年）に簗田弥次右衛門が、かつて政綱が建立した十所神社を修築している。

## 桶狭間の戦いの功績
桶狭間の戦いの功績の内容は不明だが、一説には、今川義元の本陣の場所を織田信長に伝えたため、義元の首を挙げた毛利良勝よりもその功績は大きいとして、沓掛城主となったという。しかし、なぜ本陣の場所を簗田が知っていたのか、なぜ功績を讃えられたのか、不明な点が多く、小和田哲男や武田鏡村らの歴史研究者が推測を発表しているが定説はない（詳細は桶狭間の戦いの項を参照）。
また、後世において桶狭間の奇襲作戦を立案し、合戦直前に善照寺砦の軍議において他の諸将を差し置いて作戦続行を主張し、立案した作戦が成功したために一番手柄とされたというが、それを証する史料はない。簗田を一番手柄としたことが、信長が情報を重視する表れとする解釈を司馬遼太郎が小説『国盗り物語』にて描いているが、前述の通り歴史学においては司馬の解釈を証明するだけの証拠が発見されていない。

## 演じた俳優
- 二代目曾我廼家一二三 【現】三代目曾我廼家五九郎（大河ドラマ『太閤記』、1965年、NHK）
- 河原崎建三  （大河ドラマ『武田信玄』、1988年、NHK）
- 五森大輔  （大河ドラマ『秀吉』、1996年、NHK）
- 矢部義章（新春ワイド時代劇『国盗り物語』、2005年、TX 、※役名：梁田四郎左衛門）
- 岡田和範（大河ドラマ『功名が辻』、2006年、NHK）
- 勝杏里（テレビアニメ『信長協奏曲』、2014年、フジテレビ）
- 内田健司（大河ドラマ『麒麟がくる』、2020年、NHK）
- 赤ペン瀧川（『桶狭間 OKEHAZAMA〜織田信長〜』、2021年）
- 渡邊圭祐（映画『ブレイブ-群青戦記-』、2021年）